# Dentex fourmanoiri
Dentex fourmanoiri is een straalvinnige vissensoort uit de familie van zeebrasems (Sparidae). De wetenschappelijke naam van de soort is voor het eerst geldig gepubliceerd in 1999 door Akazaki & Séret.